# Liparetrus karallus
Liparetrus karallus är en skalbaggsart som beskrevs av Britton 1980. Liparetrus karallus ingår i släktet Liparetrus och familjen Melolonthidae. Inga underarter finns listade i Catalogue of Life.